# Braches
Pour les articles homonymes, voir Braches (homonymie).
Braches est une commune française située dans le département de la Somme en région Hauts-de-France.

## Géographie

### Localisation
Braches est un village picard de l'Amiénois.
Limitrophe de Moreuil, la localité est située à 10 km au sud-est d'Ailly-sur-Noye, 11 km au nord-ouest de Montdidier, 20 km au sud de Corbie, 23 km au sud-est d'Amiens et à 44 km au nord-est de Beauvais, à vol d'oiseau.
Le territoire de la commune est limitrophe de ceux de six communes.
Les communes limitrophes sont  Aubvillers, La Neuville-Sire-Bernard, Mailly-Raineval, Moreuil, Sauvillers-Mongival et Trois-Rivières.

### Géologie et relief
Le sol du plateau Brachois est formé du limon des plateaux tandis que les vallées présentent des alluvions tourbeuses. La craie est apparente sur les pentes.

### Hydrographie

#### Réseau hydrographique
La commune est située dans le bassin Artois-Picardie. Elle est drainée par l'Avre et le Braches.
L'Avre, d'une longueur de 66 km, prend sa source dans la commune de Amy, à 81 m d'altitude, et se jette  dans la Somme à Longueau, à 24 m d'altitude, après avoir traversé 31 communes. Les caractéristiques hydrologiques de l'Avre sont données par la station hydrologique située sur la commune. Le débit moyen mensuel est de 2,15 m3/s. Le débit moyen journalier maximum est de 10,1 m3/s, atteint lors de la crue du 11 juillet 2001. Le débit instantané maximal est quant à lui de 10,2 m3/s, atteint le même jour.

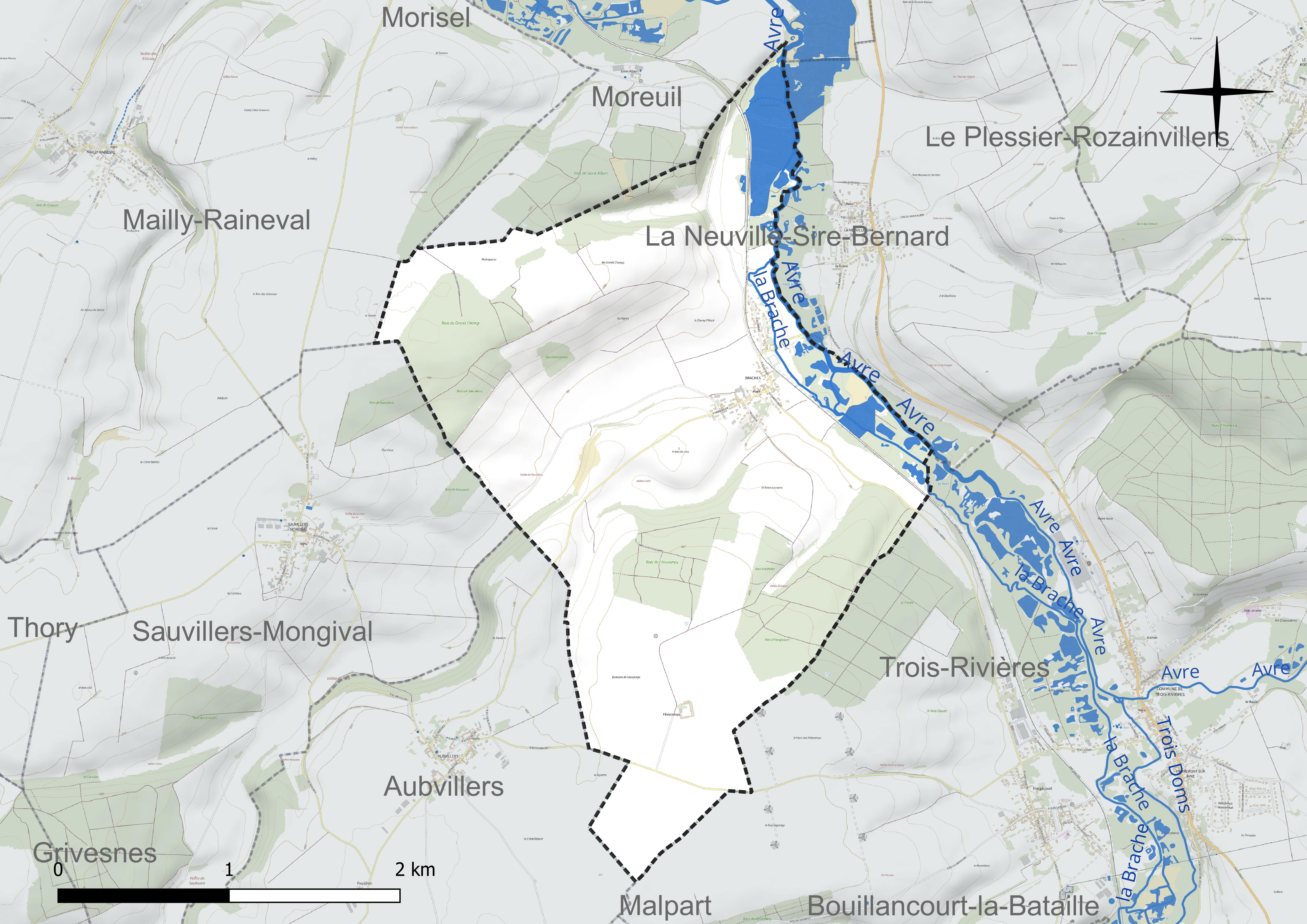
Réseau hydrographique de Braches.

#### Gestion et qualité des eaux
Le territoire communal est couvert par le schéma d'aménagement et de gestion des eaux (SAGE) « Somme aval et Cours d'eau côtiers ». Ce document de planification concerne un territoire de 1 835 km2 de superficie, délimité par le bassin versant de la Somme canalisée. Le périmètre a été arrêté le 29 avril 2010 et le SAGE proprement dit a été approuvé le 6 août 2019. La structure porteuse de l'élaboration et de la mise en œuvre est le syndicat mixte d'aménagement hydraulique du bassin versant de la Somme (AMEVA).
La qualité des cours d'eau peut être consultée sur un site dédié géré par les agences de l'eau et l'Agence française pour la biodiversité.

### Climat
Pour des articles plus généraux, voir Climat des Hauts-de-France et Climat de la Somme.
En 2010, le climat de la commune est de type climat océanique dégradé des plaines du Centre et du Nord, selon une étude du CNRS s'appuyant sur une série de données couvrant la période 1971-2000. En 2020, Météo-France publie une typologie des climats de la France métropolitaine dans laquelle la commune est exposée à un climat océanique et est dans la région climatique Nord-est du bassin Parisien, caractérisée par un ensoleillement médiocre, une pluviométrie moyenne régulièrement répartie au cours de l'année et un hiver froid (3 °C).
Pour la période 1971-2000, la température annuelle moyenne est de 10,6 °C, avec une amplitude thermique annuelle de 14,1 °C. Le cumul annuel moyen de précipitations est de 656 mm, avec 11,2 jours de précipitations en janvier et 8,2 jours en juillet. Pour la période 1991-2020, la température moyenne annuelle observée sur la station météorologique la plus proche, située sur la commune de Rouvroy-les-Merles à 14 km à vol d'oiseau, est de 10,7 °C et le cumul annuel moyen de précipitations est de 647,9 mm,. Pour l'avenir, les paramètres climatiques de la commune estimés pour 2050 selon différents scénarios d'émission de gaz à effet de serre sont consultables sur un site dédié publié par Météo-France en novembre 2022.

## Urbanisme

### Typologie
Au 1er janvier 2024, Braches est catégorisée commune rurale à habitat dispersé, selon la nouvelle grille communale de densité à sept niveaux définie par l'Insee en 2022.
Elle est située hors unité urbaine. Par ailleurs la commune fait partie de l'aire d'attraction d'Amiens, dont elle est une commune de la couronne,. Cette aire, qui regroupe 369 communes, est catégorisée dans les aires de 200 000 à moins de 700 000 habitants,.

### Occupation des sols
L'occupation des sols de la commune, telle qu'elle ressort de la base de données européenne d'occupation biophysique des sols Corine Land Cover (CLC), est marquée par l'importance des territoires agricoles (66,9 % en 2018), en diminution par rapport à 1990 (70,8 %). La répartition détaillée en 2018 est la suivante : 
terres arables (66,9 %), forêts (26,6 %), zones urbanisées (4,3 %), zones humides intérieures (2,1 %), eaux continentales (0,1 %). L'évolution de l'occupation des sols de la commune et de ses infrastructures peut être observée sur les différentes représentations cartographiques du territoire : la carte de Cassini (XVIIIe siècle), la carte d'état-major (1820-1866) et les cartes ou photos aériennes de l'IGN pour la période actuelle (1950 à aujourd'hui).

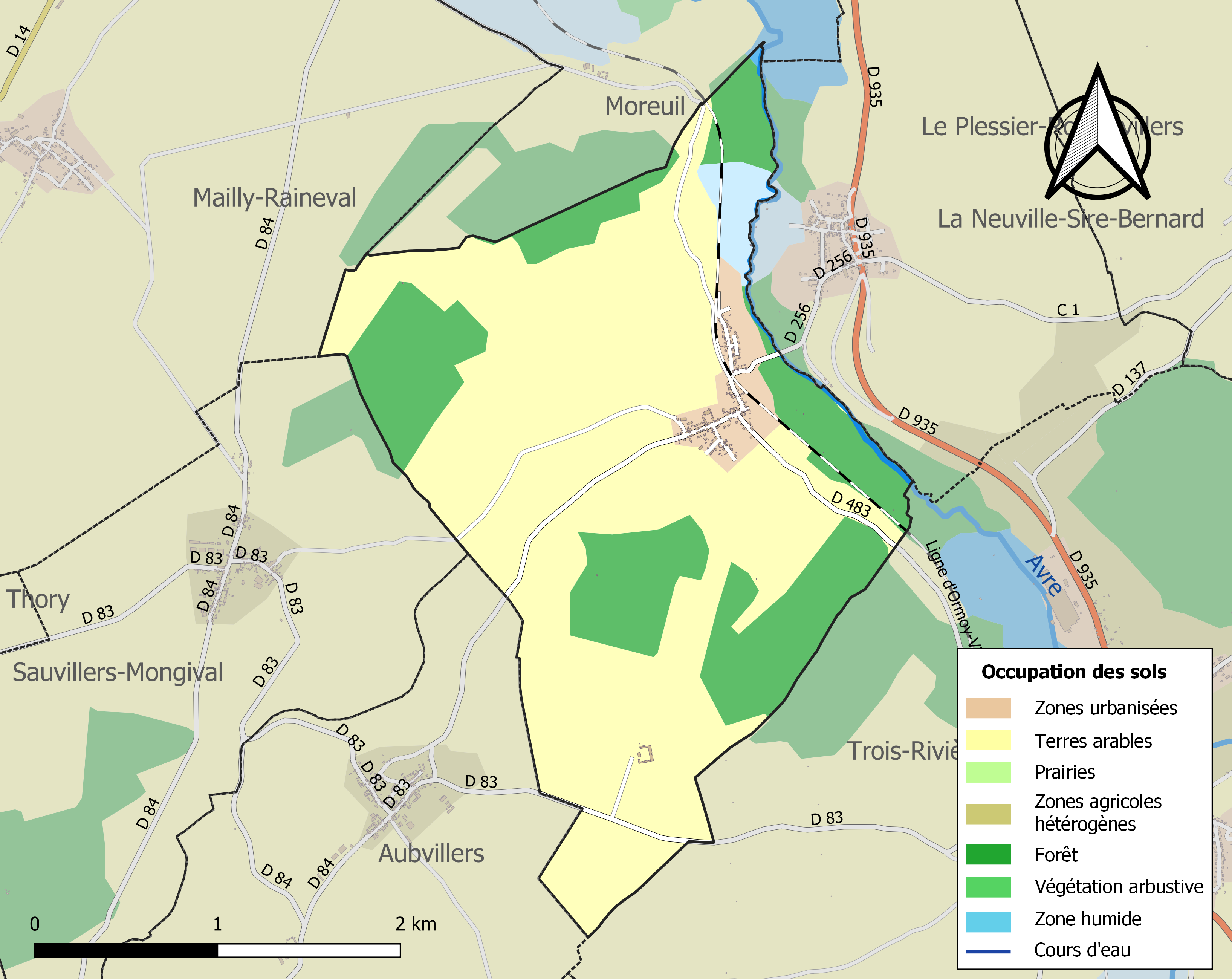
Carte des infrastructures et de l'occupation des sols de la commune en 2018 (CLC).

### Lieux-dits, hameaux et écarts
Filescamps est une ferme isolée, qui n'abritait qu'une douzaine d'habitants à la fin du XIXe siècle.

### Voies de communication et transports
La commune est traversée par la ligne d'Ormoy-Villers à Boves, qui assure la liaison Amiens - Estrées-Saint-Denis, mais la gare la plus proche est celle d'Hargicourt - Pierrepont desservie  par des trains TER Hauts-de-France qui effectuent des missions entre les gares Amiens et de Compiègne.

## Toponymie
En 1050, Braczo est mentionné. Brachum apparaît en 1127, puis Bracheum et Brachium (1185), formes latinisées. En 1224, c'est Brach qui est mentionné, ensuite Brache en 1569.
La Brache, bras de l'Avre qui passe au bas du village semble être à l'origine du toponyme.

## Histoire

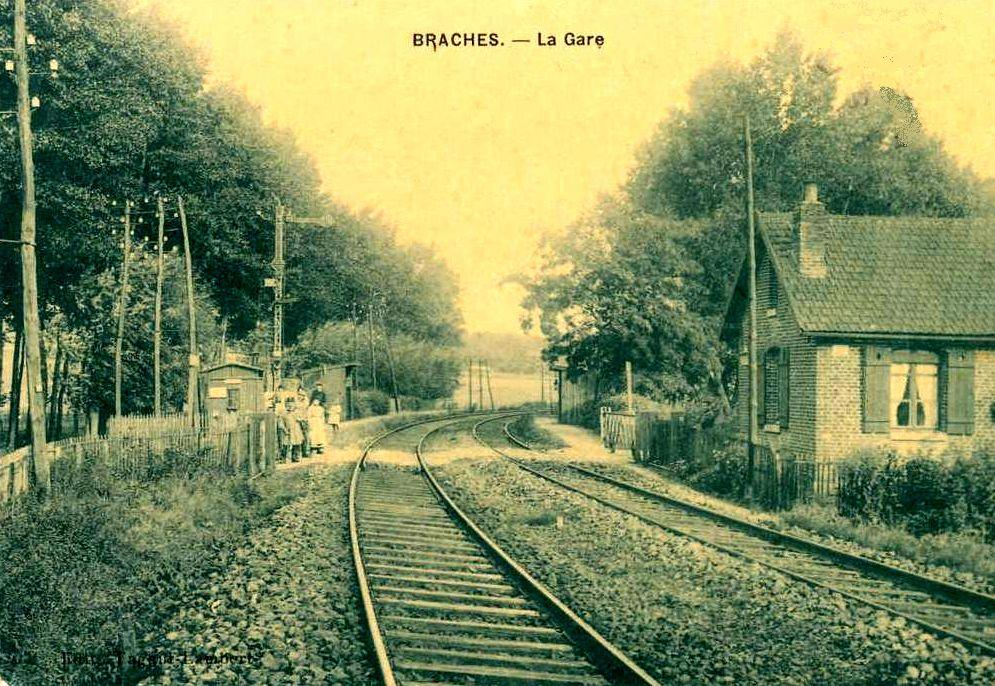
La gare au tout début du XXe siècle.

Des cercueils en pierre datant, suppose-t-on de l'époque gallo-romaine, ont été découverts lors des travaux concernant la voie ferrée, ainsi que de petites substructions de constructions gallo-romaines.
Au Moyen Âge, le fief de Braches a d'abord appartenu à la famille de Gaucourt puis à celle d'Ailly.
Filescamps, d'origine distincte, a relevé d'une famille de Filescamps puis de celle d'Ainval. Le mariage de François d'Ainval, en 1683, avec l'héritière du second fief a réuni les deux territoires.
En 1775, un violent incendie ravage le village qui ne comptera ensuite plus qu'une douzaine de foyers.
Le village se voit doté d'une gare sur la ligne d'Ormoy-Villers à Boves lors de la mise en service de la section d'Estrées-Saint-Denis à Longueau en 1883. Cette gare est désormais fermée.

### Première Guerre mondiale
Le village s'est retrouvé dans la zone des combats de la Première Guerre mondiale, notamment de la bataille de la Marne pendant laquelle, le 8 août 1918, une nouvelle offensive alliée, entre Morlancourt et Braches, inflige un revers sans précédent à l'armée allemande : c'est le « jour de deuil de l'armée allemande », selon l'expression de Ludendorff.
Le village et le château de Filescamp sont détruits à l'issue de la guerre. La commune a été décorée de la Croix de guerre 1914-1918 le 30 octobre 1920.

### Seconde Guerre mondiale
Le village est également décoré de la Croix de guerre 1939-1945, avec étoile de bronze, après la Seconde Guerre mondiale.

## Politique et administration

### Rattachements administratifs et électoraux
La commune se trouve dans l'arrondissement de Montdidier du département de la Somme. Pour l'élection des députés, elle fait partie depuis 2012 de la quatrième circonscription de la Somme.
Elle fait partie depuis 1801 du canton de Moreuil, qui a été modifié et agrandi dans le cadre du redécoupage cantonal de 2014 en France.

### Intercommunalité
La commune était membre de la communauté de communes du canton de Moreuil, créée par un arrêté préfectoral du 4 décembre 1992 et renommée communauté de communes Avre Luce Moreuil (CCALM) par arrêté préfectoral du 6 mai 1996.
Dans le cadre des dispositions de la loi portant nouvelle organisation territoriale de la République du 7 août 2015, qui prévoit que les établissements publics de coopération intercommunale (EPCI) à fiscalité propre doivent avoir un minimum de 15 000 habitants, la préfète de la Somme propose en octobre 2015 un projet de nouveau schéma départemental de coopération intercommunale (SDCI) prévoyant la réduction de 28 à 16 du nombre des intercommunalités à fiscalité propre du département.
Après des hypothèses de regroupement des communautés de communes du Grand Roye (CCGR), du canton de Montdidier (CCCM), du Santerre et d'Avre, Luce et Moreuil, la préfète dévoile en octobre 2015 son projet qui prévoit la « des communautés de communes d'Avre Luce Moreuil et du Val de Noye », le nouvel ensemble de 22 440 habitants regroupant 49 communes,. À la suite de l'avis favorable des intercommunalités et de la commission départementale de coopération intercommunale en janvier 2016 puis des conseils municipaux et communautaires concernés, la fusion est établie par un arrêté préfectoral du 22 décembre 2016, qui prend effet le 1er janvier 2017.
La commune est donc désormais membre de la communauté de communes Avre Luce Noye (CCALN).

### Liste des maires
| Période                                  | Période                      | Identité          | Étiquette | Qualité |
| ---------------------------------------- | ---------------------------- | ----------------- | --------- | ------- |
| Les données manquantes sont à compléter. |                              |                   |           |         |
| mars 2001                                | mai 2020                     | William Douchet   |           |         |
| 2020                                     | En cours (au 8 octobre 2020) | Stéphane Delanaud |           |         |

## Population et société

### Démographie
L'évolution du nombre d'habitants est connue à travers les recensements de la population effectués dans la commune depuis 1793. Pour les communes de moins de 10 000 habitants, une enquête de recensement portant sur toute la population est réalisée tous les cinq ans, les populations de référence des années intermédiaires étant quant à elles estimées par interpolation ou extrapolation. Pour la commune, le premier recensement exhaustif entrant dans le cadre du nouveau dispositif a été réalisé en 2005.

En 2022, la commune comptait 205 habitants, en évolution de −20,54 % par rapport à 2016 (Somme : −1,26 %, France hors Mayotte : +2,11 %).
| 1793 | 1800 | 1806 | 1821 | 1831 | 1836 | 1841 | 1846 | 1851 |
| ---- | ---- | ---- | ---- | ---- | ---- | ---- | ---- | ---- |
| 214  | 200  | 241  | 227  | 214  | 261  | 260  | 254  | 241  |

| 1856 | 1861 | 1866 | 1872 | 1876 | 1881 | 1886 | 1891 | 1896 |
| ---- | ---- | ---- | ---- | ---- | ---- | ---- | ---- | ---- |
| 243  | 260  | 266  | 260  | 264  | 254  | 253  | 240  | 227  |

| 1901 | 1906 | 1911 | 1921 | 1926 | 1931 | 1936 | 1946 | 1954 |
| ---- | ---- | ---- | ---- | ---- | ---- | ---- | ---- | ---- |
| 212  | 195  | 193  | 125  | 147  | 131  | 112  | 92   | 140  |

| 1962 | 1968 | 1975 | 1982 | 1990 | 1999 | 2005 | 2006 | 2010 |
| ---- | ---- | ---- | ---- | ---- | ---- | ---- | ---- | ---- |
| 116  | 127  | 108  | 155  | 185  | 201  | 226  | 226  | 223  |

| 2015 | 2020 | 2022 | - | - | - | - | - | - |
| ---- | ---- | ---- | - | - | - | - | - | - |
| 254  | 216  | 205  | - | - | - | - | - | - |

### Enseignement
La commune de Braches est située dans l'académie d'Amiens. Elle dépend de la zone B.
Les enfants de la commune sont scolarisés au sein d'un regroupement pédagogique qui rassemble Hargicourt, Pierrepont-sur-Avre, Contoire, Braches et La Neuville-Sire-Bernard, qui s'est doté en 2015 d'un centre de loisirs.

### Autres équipements
La mairie a été agrandie et rendue accessible aux personnes à mobilité réduite en 2017.

## Culture locale et patrimoine

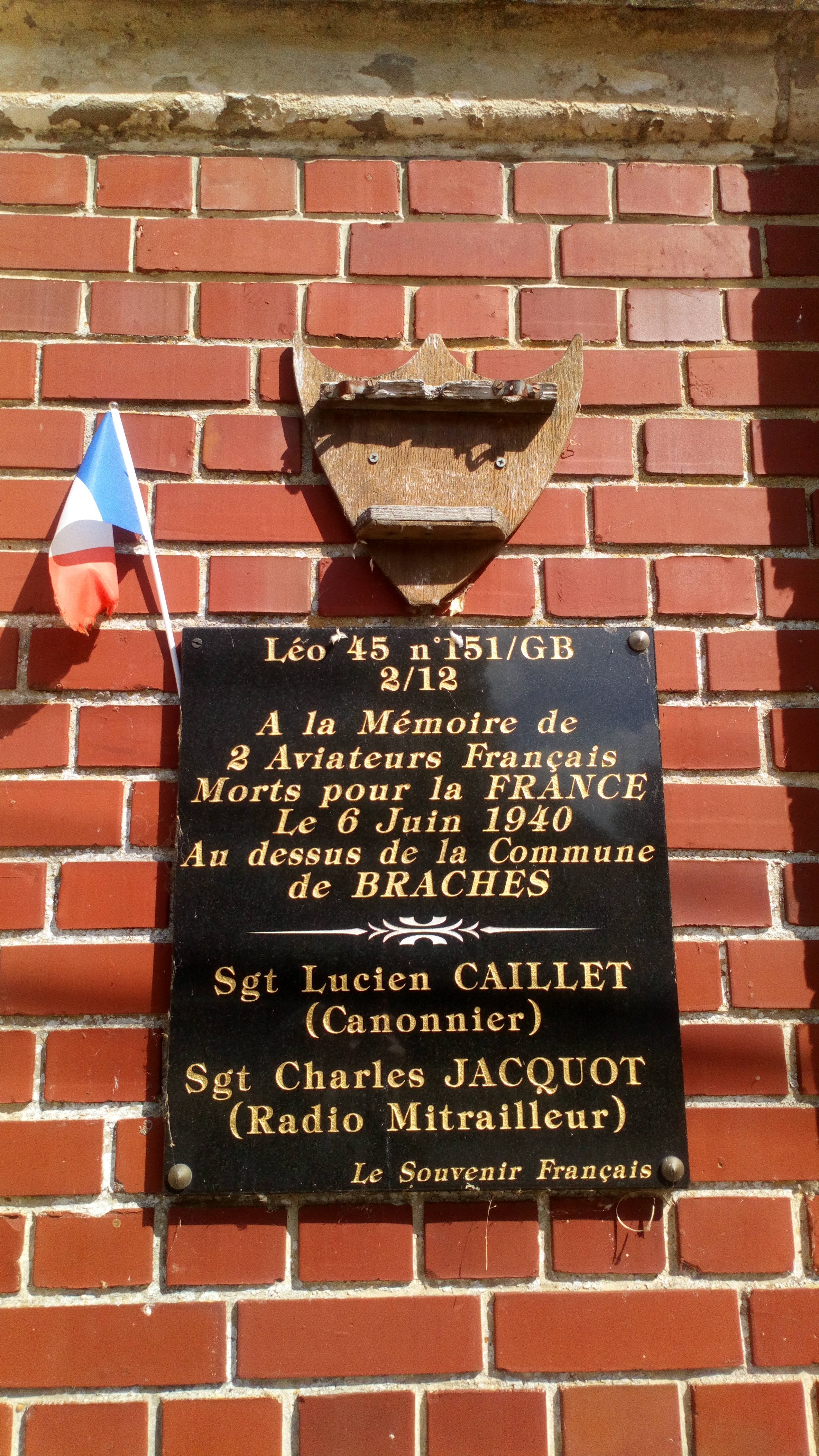
Plaque à la mémoire de deux aviateurs morts le 6 juin 1940.

### Lieux et monuments
- Église Saint-Martin. L'église primitive remontait au XVIe siècle[6],[40], elle a été détruite pendant la Première Guerre mondiale[41] et a été reconstruite depuis.
- Chapelle Notre-Dame-de-Pitié. Cette chapelle funéraire a été construite en 1928. Elle a contenu une piéta du XVIe siècle[42].
- Oratoire Saint-Antoine. Un pilier de brique supporte un abri en forme de maison[42].

### Personnalités liées à la commune
Urbain Jacques Dominique de Beaurepaire, capitaine au 6e régiment de cuirassiers sous l'Empire (28 novembre 1787 - 3 novembre 1859), chevalier de la Légion d'honneur et de la Croix de Saint-Louis, habite, à Braches, le château de Filescamp dont il est propriétaire.